# Comme les six doigts de la main
Pour plus de détails, voir Fiche technique et Distribution.
Comme les six doigts de la main est un film québécois de comédie écrit et réalisé par André Melançon sous la forme de trois épisodes de 28 minutes et sorti en 1978. Il a été diffusé du 3 au 17 mars 1979 à la Télévision de Radio-Canada.
Le film a remporté le prix du meilleur long métrage québécois de l'Association québécoise des critiques de cinéma en 1978.

## Synopsis
Dans ce film, un petit garçon veut faire partie d'un groupe d'amis qui lui impose des épreuves avant de l'accepter. Ensuite, la bande se met à surveiller un vieil homme que les enfants prennent pour un espion.
L'histoire se passe à Montréal et est presque entièrement concentrée sur l'univers des enfants du groupe.

## Fiche technique
- Scénariste et réalisateur : André Melançon
- Productrice : Marcia Couëlle
- Musique : Pierick Houdy
- Photo : Guy Dufaux
- Société de production : Prisma Films
- Durée : 74 minutes (en salles)

## Distribution
- Eric Beauséjour : Alain
- Philippe Bouchard : Normand
- Caroline Laroche : Thérèse
- Daniel Murray : Luc
- Nancy Normandin : Simone
- Sylvain Provencher : Albert
- José Neves : le vieux

## Autour du film
Comme les six doigts de la main est l'un des rares longs métrages pour enfants réalisé au Québec au cours des années 1970.   Son réalisateur, André Melançon, avait précédemment tourné trois courts métrages  pour les jeunes  « Les Oreilles » mène l'enquête, Le Violon de Gaston et Les Tacots.  
Initialement conçu comme une mini-série pour la télévision avant d'être remonté pour le cinéma, le film connait une modeste distribution en salle durant l'automne 1978 et fait l'objet d'une réaction critique très favorable.  C'est ainsi qu'en février 1979, le film reçoit le Prix de la critique québécoise, décerné pour la première fois à un film pour enfants.
À partir du milieu des années 1980, Melançon participera à plusieurs films jeunesse du cycle des Contes pour tous.  Il réalise notamment deux des films les plus célèbres de la série : La Guerre des tuques et Bach et Bottine. 

## Accueil critique
Luc Perreault de La Presse décrit le film comme « un  délice  pour  les  petits  et  même  leurs  parents ».  Manon Péclet, du Dimanche-Matin, juge que le film « ne perd jamais de vue le public auquel il s'adresse. Le rythme est entraînant et l'interprétation, spontanée ».
Pour Jean-Pierre Tadros, du Devoir, « le film est une grande réussite ».  Selon Robert-Claude Bérubé, de la revue Séquences, Comme les six doigts de la main se distingue par « le naturel et la vraisemblance.  Rien en effet n'apparaît fabriqué dans l'univers des enfants mis en scène par Melançon ».